# Vitya (cráter)

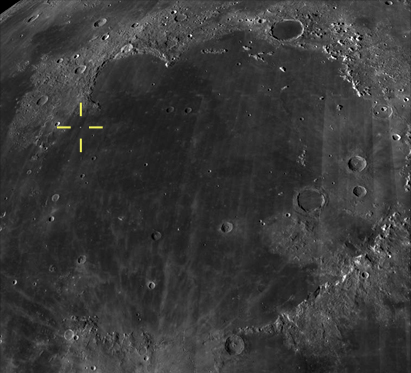
Vitya es uno de los doce cráteres lunares localizados en el noroeste del Mare Imbrium

Vitya es un pequeño cráter de impacto de forma ovalada, ubicado en la parte noroeste del Mare Imbrium, en el noroeste de la cara visible de la Luna. Se halla al sursudoeste del cráter Valera, al suroeste de Borya, más grande, al oeste de Gena y al nornoroeste de Kostya. Los elementos más destacables de la zona son el Promontorium Heraclides (30 km al norte) y el cráter C. Herschel (150 km al sursudeste) del área explorada por el Lunojod 1.

## Descripción
El cráter lleva el nombre de la forma diminutiva del nombre masculino latino Victor (Víctor), uno de los doce nombres de cratercillos situados en el área por donde pasó el Lunojod 1. Fueron aprobados por la Unión Astronómica Internacional (UAI) el 14 de junio de 2012.
El módulo terrestre de la misión soviética Luna 17 pasó al oeste y al norte del cráter alrededor de abril de 1971; luego giró al sursudoeste y a continuación a la izquierda, en dirección estesudeste alrededor de mayo hacia el cratercillo que invade el borde sur de Kostya; antes de dirigirse hacia el norte. La ubicación y la trayectoria del módulo de aterrizaje fueron determinados por Albert Abdrakhimov el 17 de marzo de 2010, basándose en una imagen tomada por el Lunar Reconnaissance Orbiter.